# Форшлаг
Форшлаг (від нім. Vorschlag — попередній удар) — один або кілька звуків, які зазначені нотами дрібного накреслення, тривалість яких у заповненні тактового розміру не входить та у запису переповнює його. Виконання форшлагу пов'язано із виконанням наступної за ним ноти звичайного накреслення.
Форшлаг виконується за рахунок скорочення зазначеної тривалості однієї із сусідніх з ним нот.

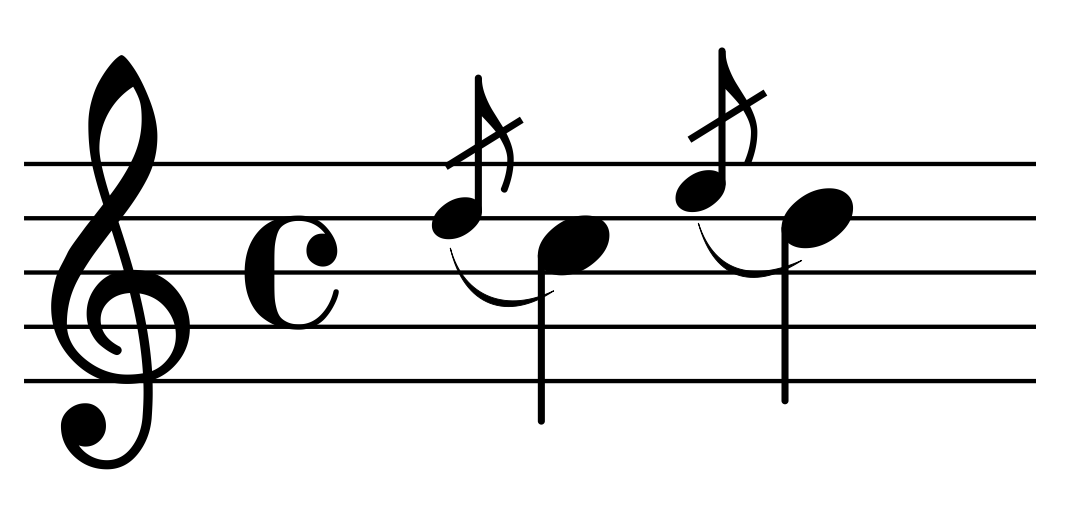
Короткий форшлаґ. Пишеться

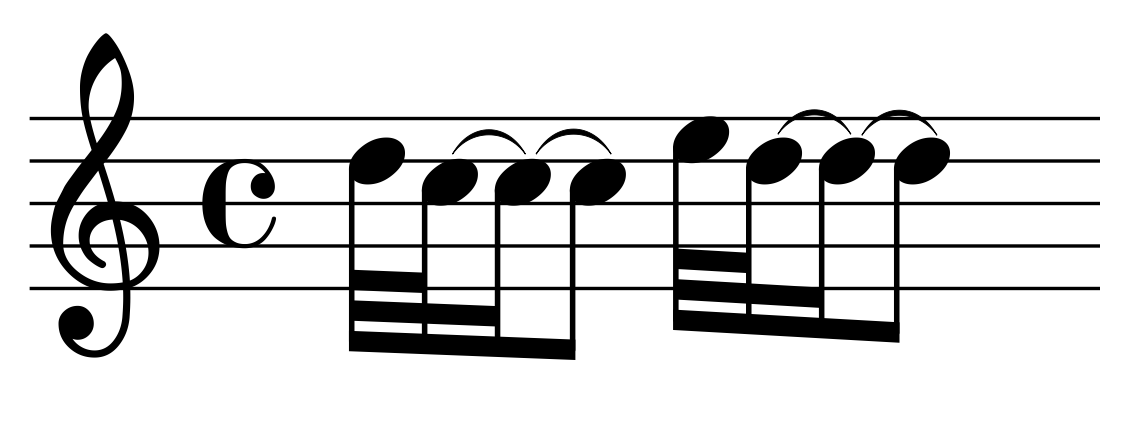
Короткий форшлаґ. Грається

Короткий або перекреслений форшлаг (аккіаккатура, коротка аппоґіатура) виконується швидко й неакцентовано за рахунок тривалості попередньої йому ноти.

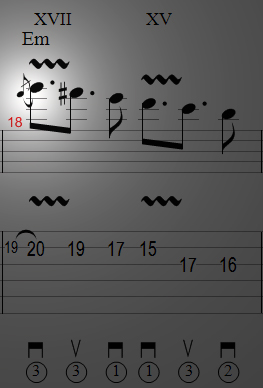
Довгий форшлаг

Довгий або неперекреслений форшлаг (інша назва аппоґіатура) виконується з більш або менш сильним акцентом за рахунок поділу наступної за ним ноти, яка в цьому випадку скорочується, але може також втратити свій акцент.
Сучасні композитори довгий форшлаг як вид мелізму не застосовують і мелодійний рисунок у разі потреби виписують розшифрованим — нотним знаками відповідної тривалості.